# Cheryl Crawford

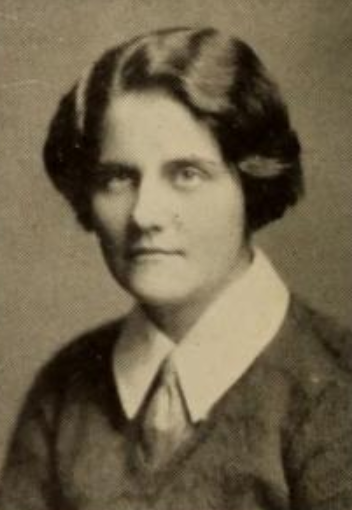
Cheryl Crawford (1925)

Cheryl Crawford (* 24. September 1902 in Akron, Ohio; † 7. Oktober 1986 in New York City, New York) war eine US-amerikanische Theaterregisseurin und Produzentin.

## Leben
Cheryl Crawford studierte Drama am Smith College in Massachusetts. Nach Abschluss des Studiums ging sie nach New York und begann Ende der 1920er Jahre zunächst als Schauspielerin am Broadway zu arbeiten. 1931 gründete sie mit Harold Clurman und Lee Strasberg das Group Theatre. Hier begann ihre Tätigkeit als Regisseurin. Ihre dritte Inszenierung für dieses Theaterkollektiv Men in White legte 1933 den Grundstock für das weitere erfolgreiche Bestehen der Gruppe und gewann den Pulitzer-Preis für Drama 1934. 1937 zog sie sich von der Regiearbeit zurück und begann ausschließlich als Produzentin zu arbeiten. Zunächst führte sie weitere Group Theatre Produktionen zum finanziellen Erfolg, löste sich dann aber allmählich von der Gruppe und produzierte eigenständig Broadwayerfolge. 1946 gründete sie gemeinsam mit der Schauspielerin Eva Le Gallienne das American Repertory Theatre, das bis 1948 versuchte im Gegensatz zu en suite gespielten Broadwaystücken ein Repertoiretheater im europäischen Stil aufzubauen. So entstanden in dieser kurzen Zeit Shakespeare und Ibsen-Stücke ebenso wie eine Musicalversion von Alice im Wunderland.
1947 gründete Cheryl Crawford gemeinsam mit Elia Kazan und Robert Lewis das berühmte Actors Studio in New York. Kazan und Lewis waren ehemalige Mitstreiter während der Zeit des Group Theatres. 1951 kam Lee Strasberg als künstlerischer Leiter und wesentlicher Schauspiellehrer hinzu.

## Auswahl von Theaterproduktionen
Auflistung von wesentlichen Inszenierungen, die von Cheryl Crawford für den Broadway produziert wurden.
- 1942 – Porgy and Bess von George Gershwin
- 1943 – One Touch of Venus von Kurt Weill
- 1947 – Brigadoon von Frederick Loewe und Alan Jay Lerner
- 1951 – Die tätowierte Rose von Tennessee Williams
- 1951 – Paint Your Wagon von Frederick Loewe und Alan Jay Lerner
- 1959 – Süßer Vogel Jugend von Tennessee Williams
- 1963 – Mutter Courage und ihre Kinder von Bertolt Brecht (mit Anne Bancroft als Mutter Courage)
- 1964 – Drei Schwestern von Anton P. Tschechow (mit Shirley Knight als Irina, Geraldine Page als Olga und Kim Stanley als Mascha)
- 1975 – Yentl von Isaac Bashevis Singer

| Personendaten    | Personendaten                                       |
| ---------------- | --------------------------------------------------- |
| NAME             | Crawford, Cheryl                                    |
| KURZBESCHREIBUNG | US-amerikanische Theaterregisseurin und Produzentin |
| GEBURTSDATUM     | 24. September 1902                                  |
| GEBURTSORT       | Akron, Ohio, Vereinigte Staaten                     |
| STERBEDATUM      | 7. Oktober 1986                                     |
| STERBEORT        | New York City, New York, Vereinigte Staaten         |